# Federico I di Lotaringia
Federico delle Ardenne o di Lotaringia (910/5 – giugno/luglio 978) fu Conte di Bar, dal 955 e poi Duca dell'Alta Lorena (Lotaringia), dal 959, sino alla sua morte.

## Origine
Egli era figlio del Conte di Bidgau, Vigerico, di cui non si conoscono gli ascendenti, che divenne Conte palatino di Lotaringia con Carlo III il Semplice, e di Cunegonda (figlia di Ermetrude, a sua volta, secondo la Genealogiae Comitum Flandriae, figlia del re dei Franchi occidentali, Luigi II il Balbo); secondo il documento n° 210 degli Ottonis I diplomata, del 3 giugno 960, Federico viene citato come fratello del vescovo di Metz, Adalberone (compater noster Adalbero…sanctæ Mettensis ecclesiæ presul [et] germano suo Friderico duce) e Adalberone, secondo un documento citato dall'ecclesiastico e storico, belga, del XVII secolo, Aubertus Miraeus o Aubert le Mire (Bruxelles, 30 novembre 1573 - Anversa, 19 ottobre 1640), nel suo   Opera diplomatica et historica, tomus II, è figlio di Vigerico e Cunegonda (non consultato).
Federico da parte materna era discendente di Carlo Magno (alla sesta generazione), inoltre era lo zio del conte di Hainaut, Goffredo I di Verdun.

## Biografia
Federico lo si trova citato, come firmatario, assieme ai fratelli, Gilberto e Sigberto, del documento n° 179 del Mittelrheinisches Urkundenbuch, vol. I, del 943, inerente ad una donazione fatta in suffragio del fratello, Gozlin, defunto l'anno prima.
Nel 951, Federico fu fidanzato a Beatrice, figlia primogenita del Marchese di Neustria demarcus, conte d'Orleans e conte di Parigi (dal 936 chiamato duca dei Franchi) e futuro duca di Borgogna, Ugo il Grande, e della sua terza moglie Edvige di Sassonia, figlia del defunto re di Germania, Enrico I l'Uccellatore e sorella del re di Germania e futuro imperatore, Ottone I, come ci riporta, nelle sue cronache, Rodolfo il Glabro. Beatrice era la sorella del futuro re di Francia, Ugo Capeto, e del futuro duca di Borgogna, Enrico Ottone.
Il matrimonio, secondo il cronista Flodoardo, tra la figlia di Ugo e Federico il fratello del vescovo Adalbertone, fu celebrato nell'autunno del 954. Nelle Laurentii Gesta Episcoporum Virdunensium invece, narrando del figlio della coppia, Teodorico I di Lotaringia, la madre, Beatrice è ricordata come sorella del re di Francia, Ugo Capeto, mentre il padre, Federico è citato come nobilissimo duca (di Lotaringia). Infine secondo la Chronica Albrici Monachi Trium Fontium citando i genitori di Teodorico I di Lotaringia e Adalberone II di Metz li cita come Beatrice e Federico duca della regione della Mosa.
Federico, che aveva ricevuto in dote l'Abbazia di Saint-Denis in Lorena, costruì anche la fortezza di Fains, sulla frontiera tra Francia e Germania, e scambiò alcuni feudi con il Vescovo di Toul, mettendo così insieme un suo dominio, al quale, verso la metà del X secolo, venne concesso dal re di Germania, Ottone I di Sassonia il titolo di Conte di Bar: un territorio intorno alla città di Bar, dove, secondo lo storico, Georges Poull, nel suo libro La Maison souveraine et ducale de Bar (1994), aveva costruito un castello.
Il Ducato di Lotaringia era a quel tempo governato dall'Arcivescovo di Colonia, Bruno o Brunone, dal 953, quando aveva ricevuto l'investitura dal fratello Ottone I di Sassonia, sia secondo i Flodoardi Annales, che dal Reginonis Chronicon, Continuator Reginonis Trevirensis.
A seguito della ribellione del Conte di Hainaut, Reginardo III, seguita poi da un'altra, nel 959, ancora secondo Georges Poull, Brunone, in quello stesso anno, assunse il titolo di Arciduca di Lotaringia e divise il territorio nei ducati dell'Alta Lorena e della Bassa Lorena, designando come duca di Alta Lorena, il conte di Bar, Federico I, marito di sua nipote, Beatrice (figlia di sua sorella Edvige) e fratello del potente vescovo di Metz, Adalberone I, mentre la Bassa Lorena, fu assegnata al nuovo conte di Hainaut, Goffredo. Benché esista un documento del Veterum Scriptorum II, datato 953, in cui Brunone cita Goffredo col titolo di duca, lo storico belga, Léon Vanderkindere, sostiene che si tratti di un errore e solo nel 959, Goffredo ottenne il titolo di duca, contemporaneamente a Federico.
Nel 965, alla morte di Brunone, Federico e Goffredo vennero entrambi confermati nei loro ducati, rispondendo direttamente all'imperatore, Ottone I e ai suoi discendenti.
In quello stesso anno, ancora secondo Georges Poull, Federico partecipò all'assemblea convocata dall'imperatore a Colonia.
Federico fu coinvolto nella guerra che Lotario IV fece contro l'imperatore, Ottone II, rivendicando la Lotaringia, Lotario, nel 978, invase il ducato e la contea di Bar, entrò in Aquisgrana e assediò Metz, ma poi fu sconfitto e ricacciato nei suoi confini, come descrive la Thietmari Merseburgensis episcopi chronicon.
Come duca, favorì la riforma delle Abbazie di Saint-Dié e Moyenmoutier.
Federico morì nel 978, come viene riportato dagli Annales Necrologici Fuldenses e il suo terzogenito, Teodorico, subentrò al padre nei titoli di conte di Bar e duca di Lorena, come ci conferma il Chronicon Sancti Michælis, monasterii in pago Virdunensi, non essendo ancora maggiorenne, sotto tutela della madre, Beatrice, come ci confermano indirettamente le Gesta Episcoporum Virdunensium, continuatio, definendo Beatrice, nobilissima duchessa.

## Discendenza
Beatrice a Federico diede tre figli:
- Enrico ( † 978),
- Adalberone ( † 1005), vescovo di Metz[21].
- Teodorico ( † 1027), duca di Lorena[22].

## Ascendenza
|                          |   |                      | Genitori              |  |  | Nonni |  |  | Bisnonni |  |  | Trisnonni |  |
|                          |   |                      |                       |  |  |       |  |  | …        |  |  | …         |  |
|                          |   |                      |                       |  |  |       |  |  | …        |  |  | …         |  |
|                          |   | …                    |                       |  |  |       |  |  | …        |  |  |           |  |
| …                        |   |                      |                       |  |  |       |  |  | …        |  |  |           |  |
|                          |   | …                    | …                     |  |  |       |  |  |          |  |  |           |  |
|                          |   | …                    | …                     |  |  |       |  |  |          |  |  |           |  |
|                          |   | …                    | …                     |  |  |       |  |  |          |  |  |           |  |
| Vigerico di Bidgau       |   | …                    |                       |  |  |       |  |  |          |  |  |           |  |
|                          |   | …                    | …                     |  |  |       |  |  |          |  |  |           |  |
|                          |   | …                    | …                     |  |  |       |  |  |          |  |  |           |  |
|                          |   | …                    | …                     |  |  |       |  |  |          |  |  |           |  |
| …                        |   | …                    |                       |  |  |       |  |  |          |  |  |           |  |
|                          |   | …                    | …                     |  |  |       |  |  |          |  |  |           |  |
|                          |   | …                    | …                     |  |  |       |  |  |          |  |  |           |  |
|                          |   | …                    | …                     |  |  |       |  |  |          |  |  |           |  |
| Federico I di Lotaringia |   | …                    |                       |  |  |       |  |  |          |  |  |           |  |
|                          | … | …                    |                       |  |  |       |  |  |          |  |  |           |  |
|                          | … | …                    |                       |  |  |       |  |  |          |  |  |           |  |
|                          | … | …                    |                       |  |  |       |  |  |          |  |  |           |  |
| …                        | … |                      |                       |  |  |       |  |  |          |  |  |           |  |
|                          |   | …                    | …                     |  |  |       |  |  |          |  |  |           |  |
|                          |   | …                    | …                     |  |  |       |  |  |          |  |  |           |  |
|                          |   | …                    | …                     |  |  |       |  |  |          |  |  |           |  |
| Cunegonda                |   | …                    |                       |  |  |       |  |  |          |  |  |           |  |
|                          |   | Luigi II di Francia  | Carlo il Calvo        |  |  |       |  |  |          |  |  |           |  |
|                          |   | Luigi II di Francia  | Carlo il Calvo        |  |  |       |  |  |          |  |  |           |  |
|                          |   | Luigi II di Francia  | Ermentrude d'Orléans  |  |  |       |  |  |          |  |  |           |  |
| Ermentrude               |   | Luigi II di Francia  |                       |  |  |       |  |  |          |  |  |           |  |
|                          |   | Ansgarda di Borgogna | Arduino di Borgogna   |  |  |       |  |  |          |  |  |           |  |
|                          |   | Ansgarda di Borgogna | Arduino di Borgogna   |  |  |       |  |  |          |  |  |           |  |
|                          |   | Ansgarda di Borgogna | Wisemberga/Warimburga |  |  |       |  |  |          |  |  |           |  |
|                          |   | Ansgarda di Borgogna |                       |  |  |       |  |  |          |  |  |           |  |

### Fonti primarie
- (LA)  Monumenta Germaniae Historica, Scriptores, tomus primus.
- (LA)  Monumenta Germaniae Historica, Scriptores, tomus IV.
- (LA)  Monumenta Germaniae Historica, Scriptores, tomus IX.
- (LA)  Monumenta Germaniae Historica, Scriptores, tomus X.
- (LA)  Monumenta Germaniae Historica, Scriptores, tomus XXIII.
- (LA)  Monumenta Germaniae Historica, Scriptores, tomus III.
- (LA)  Monumenta Germaniae Historica, Scriptores, tomus VII.
- (LA)  Monumenta Germaniae Historica, Scriptores, tomus XIII.
- (LA)  Monumenta Germaniae Historica, Diplomata regum et imperatorumi Germaniae, tomus I, Conradi I. Heinrici I. et Ottonis I. diplomata.
- (LA)  Mittelrheinisches Urkundenbuch, I.
- (LA)  Thietmari Merseburgensis episcopi chronicon Archiviato il 10 maggio 2009 in Internet Archive..

### Letteratura storiografica
- Austin Lane Poole, Germania: Enrico I e Ottone il Grande, in «Storia del mondo medievale», vol. IV, 1999, pp. 84–111